# Zapadna Flandrija
Zapadna Flandrija (nizozemski: West-Vlaanderen, francuski: Flandre-Occidentale, zapadnoflamanski: West-Vloandern) je pokrajina u Flamanskoj regiji u Belgiji. Graniči s Nizozemskom, Francuskom, te s belgijskim pokrajinama Istočna Flandrija i Hainaut. Ova pokrajina izlazi na Sjeverno more.
Pokrajina je upravno podijeljena na osam okruga (arondismana) koja se sastoje od ukupno 64 općine.
U ovoj pokrajini nalazi se cijela belgijska sjevernomorska obala, koja je vrlo važno turističko odredište u zemlji. Ova obala je u potpunosti povezana tramvajem, koji vozi od mjesta De Panne na granici s Francuskom, preko Oostendea, do mjesta Knokke-Heist na granici s Nizozemskom.

## Popis guvernera
- 1830. – 1831. : Felix de Muelenaere (Katolička stranka)
- 1832. – 1834. : Felix de Muelenaere (Katolička stranka)
- 1836. – 1849. : Felix de Muelenaere (Katolička stranka)
- 1849. – 1857. : Adolphe de Vrière (liberal)
- 1857. – 1877. : Benoît Vrambout (liberal)
- 1877. – 1878. : Léon Ruzette (Katolička stranka)
- 1878. – 1883. : Theodore Heyvaert (liberal)
- 1883. – 1884. : Guillaume De Brouwer (liberal)
- 1884. – 1901. : Léon Ruzette (Katolička stranka)
- 1901. : Jean-Baptiste de Bethune (Katolička stranka)
- 1901. – 1903.  : Charles d'Ursel (Katolička stranka)
- 1903. – 1907. : Jean-Baptiste de Bethune (Katolička stranka)
- 1907. – 1912. : Albéric Ruzette (Katolička stranka)
- 1912. – 1933. : Léon Janssens de Bisthoven
- 1933. – 1940. : Henri Baels (Katolička stranka)
- 1940. – 1944. : Michel Bulckaert
- 1944. – 1979. : Pierre van Outryve d'Ydewalle (CD&V)
- 1979. : Leo Vanackere (CD&V)
- 1979. – 1997. : Olivier Vanneste (CD&V)
- 1997. - danas : Paul Breyne (CD&V)

## Općine
Općine ove pokrajine su:
| 1. Alveringem 2. Anzegem 3. Ardooie 4. Avelgem 5. Beernem 6. Blankenberge (grad) 7. Bredene 8. Brugge (grad) 9. Damme (grad) 10. De Haan 11. De Panne 12. Deerlijk 13. Dentergem 14. Diksmuide (grad) 15. Gistel (grad) 16. Harelbeke (grad) 17. Heuvelland 18. Hooglede 19. Houthulst 20. Ichtegem 21. Ieper (grad) 22. Ingelmunster 23. Izegem (grad) 24. Jabbeke 25. Knokke-Heist 26. Koekelare 27. Koksijde 28. Kortemark 29. Kortrijk (grad) 30. Kuurne 31. Langemark-Poelkapelle 32. Ledegem | 33. Lendelede 34. Lichtervelde 35. Lo-Reninge (grad) 36. Menen (grad) 37. Mesen (grad) 38. Meulebeke 39. Middelkerke 40. Moorslede 41. Nieuwpoort (grad) 42. Oostende (grad) 43. Oostkamp 44. Oostrozebeke 45. Oudenburg (grad) 46. Pittem 47. Poperinge (grad) 48. Roeselare (grad) 49. Ruiselede 50. Spiere-Helkijn 51. Staden 52. Tielt (grad) 53. Torhout (grad) 54. Veurne (grad) 55. Vleteren 56. Waregem (grad) 57. Wervik (grad) 58. Wevelgem 59. Wielsbeke 60. Wingene 61. Zedelgem 62. Zonnebeke 63. Zuienkerke 64. Zwevegem |

## Okruzi
- Brugge
- Diksmuide
- Oostende
- Roeselare
- Tielt
- Kortrijk
- Ieper
- Veurne

## Vanjske poveznice
- (nizoz.) (fr.) (njem.) (engl.) Službena stranica pokrajine Zapadna Flandrija